# Joan Cañellas
Joan Cañellas (født 30. september 1986 i Santa Maria de Palautordera, Spanien) er en tidligere spansk håndboldspiller. 
Han blev udtaget til at repræsentere Spaniens håndboldlandshold ved EM i håndbold 2012 (mænd) i Serbien.